# 98 (număr)
98 (nouăzeci și opt) este numărul natural care urmează după 97 și îl precede pe 99.

## În matematică
98:
- Este un număr rotund.[2][3]
- 98 este un număr Wedderburn-Etherington, care urmează după 46 și îl precede pe 207. [4][5]
- Deoarece pentru n = 98, ecuația φ(x) = {\displaystyle n} nu are soluții, rezultă că 98 este un număr nontotient.[6]

## În știință
- Este numărul atomic al californiului.

### Astronomie
- NGC 98,  o galaxie spirală barată situată în constelația Phoenix. Calea Lactee este o astfel de galaxie.
- Messier 98,  M98 sau NGC 4192, o galaxie spirală.
- 98 Ianthe, o planetă minoră (asteroid) din centura principală.

## În informatică
- Windows 98, sistem de operare lansat la 25 iunie 1998 de Microsoft
- Microsoft Flight Simulator 98, simulator de zbor pentru PC

## Alte domenii

European route E98

- mai multe drumuri au acest număr, ca de exemplu Drumul european E98, A98 road, U.S. Route 98
- Codul de apelare directă telefonică către Iran
- MPTA-098, test de propulsie aerospațială al Rockwell International
- STS-98, misiune cu echipaj către Stația Spațială Internațională.
- Ani ca 98 î.Hr., 1098, 1998.
- Saab 98, un autoturism Saab.

## În cultura populară
- Aici, Power 98, film din 1996
- FBI Code 98, film din 1963
- The Trail of '98, film din 1928